# Матрична гра
Ігри матричні — антагоністичні ігри, в яких обидва учасники мають скінченну кількість чистих стратегій.

## Визначення матричних ігор
Якщо перший гравець має m стратегій, а другий гравець — n стратегій, то матрична гра може бути задана m×n-матрицею A = [aij]m×n (матрична m×n-гра), де aij — виграш першого гравця, якщо він обрав свою стратегію i (i = 1, 2, …, m), а другий гравець обрав свою стратегію j (j = 1, 2, …, n). При виборі стратегій в матричних іграх гравцям слід користуватись принципом максиміна. Матрична гра завжди має розв'язок в змішаних стратегіях. Елементарною матричною грою є гра з 2×2-матрицею (2×2-гра).

## Приклад матричної гри
Прикладом матричної гри може бути гра в «схованки», яка полягає в наступному.
Другий гравець ховається в одну із n комірок, а перший гравець оглядає одну із них. Якщо він обрав комірку i і другий гравець там є, то перший гравець виявляє другого гравця з ймовірністю pi; інакше, ймовірність виявлення дорівнює нулю.
Метою першого гравця є максимізація, а другого — мінімізація ймовірності виявлення.
Цю гру можна записати в діагональній матриці
{\displaystyle A={\begin{pmatrix}p_{1}&0&\ldots &0\\0&p_{2}&\ldots &0\\\ldots &\ldots &\ldots &\ldots \\0&0&\ldots &p_{n}\end{pmatrix}}}.
Оптимальні стратегії тут збігаються; вони полягають в виборі комірок з ймовірностями, які дорівнюють
{\displaystyle \left(p_{i}\sum _{i=1}^{n}{\frac {1}{p_{i}}}\right)^{-1},\quad i=1,...,n}.

## Застосування матричних ігор
Матричні ігри моделюють широке коло антагоністичних конфліктних ситуацій з двома учасниками і скінченими множинами можливих дій у кожного з них. Із цим пов'язане застосування матричних ігор при виборі військово-тактичних рішень. Іноді, під одним із гравців уявляється «природа», тобто, вся сукупність обставин, невідомих другому гравцю, який приймає рішення. Такі ігри (їх часто називають іграми проти природи) виникають, наприклад, при необхідності врахування природних та інших, неконтрольованих факторів, які не знаходяться у розпорядженні будь-якої конкретної особи. При цьому природі призначається роль свідомого противника, антагоніста.